# Le Grand Vestiaire
Le Grand Vestiaire est un roman de Romain Gary, paru en 1948.

## Résumé
À la Libération, le héros (et narrateur) Luc Martin, quatorze ans, dont le père instituteur est mort, se trouve mêlé à la confusion générale des années d’après-guerre. Il est accueilli par un certain Vanderputte avec qui il commet quantité de vols et cambriolages pour alimenter « le grand vestiaire », c’est-à-dire l’appartement du vieux Vanderputte. Alors que les autorités françaises s'intéressent à ceux qui ont trahi la France, Vanderputte se révèle pire qu’un collaborateur, un dénonciateur de Juifs. Luc Martin le suivra néanmoins jusqu’au bout dans sa fuite à travers la France.
Luc (et sa chienne Roxanne) sont recueillis à la Libération par un certain Vanderputte et vit auprès de deux autres orphelins du même âge : Léonce, et Josette dont il tombe amoureux. Les trois jeunes complices se passionnent pour les américains, leurs films noirs et vivent en imitant les faits et gestes de leurs plus grandes idoles, surtout Humphrey Bogart et Lauren Baccall.
Une vie de larcins, de rencontres improbables dans des lieux interlopes, et la découverte de personnages sortis tout droit d’un « grand vestiaire », tous plus différents les uns des autres par leurs tenues, leurs parlers, leurs mimiques, en un mot : leurs masques. On se souvient ainsi du vieux Sacha, pauvre créature ridicule, tragédien oublié et amateur de jeunes garçons, tenant une maison close et revêtant tour à tour les habits de la Pompadour, de Raspoutine ou de Hamlet ; ou la sale veste portée par Vanderputte, la « Gestard-Feluche » quasiment personnifiée.
Mais au fil du récit, les masques tombent et les vêtements aussi : gluants, sales, collant à la peau des hommes, ils n’en cachent pas moins la vérité une fois envolés ou « retournés ». Le grand vestiaire est le roman d’un atroce secret d’après-guerre, inavoué jusqu’à l’apparition d’une lettre envoyée par un disparu. Un tour de force pour un troisième roman qui en dit long sur la méfiance de Gary à l’égard des hommes et son respect des animaux, plus sages que les maîtres. On pense parfois à André Gide (Les caves du Vatican) ou à Marcel Aymé (Les Tiroirs de l’inconnu, Derrière chez Martin), mais le style de Gary est là, à la fois vif, acéré, drôle et tranchant.
Il existe une adaptation théâtrale par l'auteur lui même, intitulée; La Bonne Moitié. Publiée le 9 février 1979 aux éditions Gallimard, elle est montée pour la toute première fois en 2024 au Théâtre Auguste à Paris par Johana Bacry avec le collectif théâtral I L V É C U R.

## Première édition
Le Grand Vestiaire, Paris, Gallimard, 1948, 311 p. (BNF 32147375).